# アディー症候群
アディー症候群(アディーしょうこうぐん)とは、緊張性の瞳孔拡大を呈する神経障害である。瞳孔は光にも反応するが、視力調節時により顕著に拡大するのが特徴である(light-near dissociation, 対光近見反応解離)。女性に多く、しばしば膝や踝の反射消失・発汗低下を伴う。イギリスの神経内科医ウィリアム・ジョン・アディーの名より命名された。この症候群は眼球の傍交感神経の後神経節線維への傷害により引き起こされる。その原因としては、炎症を起こし瞳孔および自律神経系に影響を与えるようなウイルス・細菌への感染が多い。